# 小行星2002
小行星2002（英語：2002 Euler）是位於小行星帶的小天體，直径约为17（11英里）。它于1973年8月29日由蘇聯天文學家塔瑪拉·斯米爾諾娃在克里米亚天文台發現，天文学临时编号 1973 QQ1。它以瑞士知名數學家和物理學家萊昂哈德·歐拉命名。

## 轨道和表征
小行星2002以 2.3–2.6 AU的距离绕太阳运行，公转时间3年9个月（1,373 天）。它的轨道离心率为 0.07，相对于黄道的轨道倾角为 9°。

## 命名
这颗小行星的命名来自瑞士数学家、物理学家和天文学家萊昂哈德·欧拉。他对天文学的贡献包括两种关于月球运动的理论。欧拉大部分时间都在圣彼得堡度过，并与俄罗斯科学院有联系。小行星中心于1977年10月15日发布了小行星2002的官方命名（M.P.C. 4238）。

## 物理特性

### 直径和反照率
根据红外天文卫星，日本的AKARI卫星和NASA的广域红外线巡天探测卫星以及随后的NEOWISE任务中的测量，小行星2002的直径在14.49至19.773公里之间，表面反照率介于0.0416 和0.0839之间。CALL则采用了Petr Pravec修订后的广域红外线巡天探测卫星数据，即反照率为0.0375，直径19.78公里，绝对星等 12.7。

## 外部連結
- JPL Small-Body Database Browser 2002 Euler (1973 QQ1) （页面存档备份，存于）

| 前一小行星： 2001 Einstein | 小行星列表 | 後一小行星： 2003 Harding |